# Vincenzo Davico
Vincenzo Davico, född 14 januari 1889, död 8 december 1969, var en italiensk tonsättare.
Davico var en av den samtida italienska tonkonstens främsta företrädare. Davico var elev bland annat vid musikkonservatoriet i Leipzig där han studerade för Max Reger, och i Paris. Bland hans verk märks operor, ett oratorium, orkesterverk, kammarmusik, pianostycken och sånger.